# Walter Hohmann
Walter Hohmann (Hardheim, 18 marzo 1880 – Essen, 11 marzo 1945) è stato un ingegnere tedesco, che diede un importante contributo allo studio e alla comprensione della dinamica orbitale.
In un libro, pubblicato nel 1925, Hohmann dimostrò la possibilità di trasferire un veicolo spaziale da un'orbita ad un'altra (metodo oggi chiamato: Trasferimento alla Hohmann), col minimo dispendio energetico, realizzando quindi un grande risparmio di propellente. Nel 1916 presentò una tesi sperimentale Sulla combinazione di vecchio e nuovo calcestruzzo nelle strutture di cemento armato. Nel 1920 conseguì il dottorato di ricerca presso la RWTH Università di Aachen.

## Biografia
Hohmann nacque ad Hardheim, figlio di un medico. Da ragazzo visse per qualche tempo a Port Elizabeth in Sudafrica, prima di ritornare in Germania. Studiò ingegneria civile presso l'Università Tecnica di Monaco di Baviera laureandosi nel 1904. Dopo la laurea lavorò per i comuni di Vienna, Hannover e Breslavia prima di stabilirsi a Essen, dove resse l'incarico di ingegnere capo del comune.
Tra il 1911 e il 1915 Hohmann si interessò molto ai problemi dei voli spaziali interplanetari. Rendendosi conto dell'importanza di ridurre al minimo la quantità di propellente, che il veicolo spaziale avrebbe dovuto trasportare, si dedicò allo studio delle orbite, finché non trovò il metodo energeticamente più economico per spostare il veicolo da un'orbita all'altra. Calcolò anche le caratteristiche che avrebbe dovuto avere un motore a reazione per un velivolo spaziale. Esaminò poi il problema del rientro nell'atmosfera terrestre. Pubblicò le sue conclusioni nel volume Die Erreichbarkeit der Himmelskörper (La raggiungibilità dei corpi celesti). Egli fu in parte influenzato dallo scienziato e scrittore di fantascienza Kurd Laßwitz e dal suo libro  Su due Pianeti.

Trasferimento alla Hohmann. 1 – Orbita originale, 2 – Semiellittica di trasferimento in giallo (dopo l’accensione dei motori a razzo), 3 – Orbita di destinazione

L'importanza di questo lavoro fece diventare Hohmann una figura di riferimento del movimento di missilistica amatoriale Verein für Raumschiffahrt, nato in Germania alla fine degli anni venti, del quale furono membri autorevoli anche Wernher von Braun, Hermann Oberth, Eugen Sänger, Klaus Riedel, Rudolf Nebel, Hermann Noordung, Kurt Heinisch, Rolf Engel e Arthur Rudolph, che pubblicavano i loro lavori sulla rivista della società Die Rakete (Il Razzo).
Dopo l'ascesa al potere del partito nazista, Hohmann prese le distanze dalla missilistica, per non contribuire allo sviluppo dei missili come arma.
Le idee di Hohmann furono poi ampiamente sfruttate durante la realizzazione del Programma Apollo che portò allo sbarco dell'uomo sulla Luna.
Morì in un ospedale di Essen pochi mesi prima della fine della seconda guerra mondiale, a causa dello stress subito durante gli intensi bombardamenti alleati della città.

## Opere
- Die Erreichbarkeit der Himmelskörper, 1925, Verlag Oldenbourg in München
- Fahrtrouten, Fahrtzeiten, Landungsmöglichkeiten, in Willy Ley (Hrsg.): Die Möglichkeiten der Weltraumfahrt, Hachmeister und Thal, Leipzig 1928
- Die Erreichbarkeit der Himmelskörper, 1994, Verlag Oldenbourg in München, ergänzter Nachdruck der Originalausgabe, ISBN 3-486-23106-5